# Sierra Leone Armed Forces
Die Streitkräfte der Republik Sierra Leone (englisch Republic of Sierra Leone Armed Forces; RSLAF) sind seit 2002 das Militär der Republik Sierra Leone. Das Hauptquartier der Armee befindet sich wie das Verteidigungsministerium seit dem 21. Januar 2002 im ehemaligen Paramount Hotel in Freetown. Praktisch wird die Armee aus dem Hauptquartier des Joint Force Command in Freetown geführt.
Es handelt sich um eine Freiwilligenarmee, der 2018 erstmals 300 Frauen angehörten.

## Geschichte
Die RSLAF wurde ursprünglich 1961 unter dem Namen Royal Sierra Leone Military Forces (RSLMF) gegründet und 1971 in Republic of Sierra Leone Military Force (RSLMF) umbenannt. Hervorgegangen sind die Streitkräfte aus dem Sierra Leone Battalion der britischen Royal West African Frontier Force.
Nach Ende des Bürgerkrieges (1991–2002), in dem mehr als 15.000 Soldaten beim Kampf vor allem gegen die Revolutionary United Front ihr Leben verloren, wird langsam der Aufbau einer funktionierenden Armee vorangetrieben. Derzeit umfasst sie etwa 13.000 Soldaten. Die Ausbildung der Soldaten findet insbesondere mit Hilfe von etwa 100 britischen Armeeangehörigen statt.

## Aufgabe

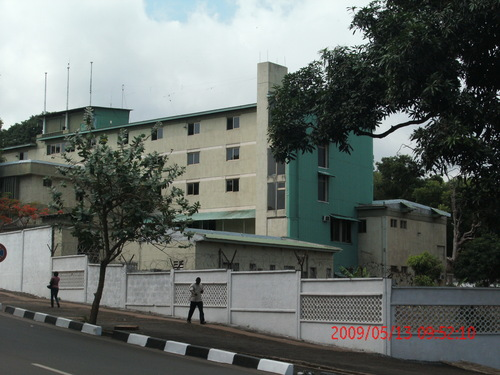
Sitz des Verteidigungsministeriums im Paramount Hotel (2009)

Die RSLAF dient drei hauptsächlichen Verteidigungszwecken:
- Verteidigung der Souveränität und territorialen Integrität Sierra Leones. Sicherung von Zivilisten und Verteidigung von wichtigen Interessen der Gesellschaft und des Staates.
- Unterstützung der Regierung bei der Durchsetzung von Gesetzen, Unterstützung der Zivilgesellschaft beim Wiederaufbau, in Notsituationen und durch zeremonielle Gesten.
- Unterstützung weiterer nationaler Interesse durch unter anderem Friedensmissionen

## Teilstreitkräfte

### Landstreitkräfte
Die Republic of Sierra Leone Army (RSLA), stellt den weitaus größten Teil der Streitkräfte dar, dient der Verteidigung des Landes und ist für Auslandseinsätze im Rahmen internationaler Anfragen zuständig. Dem Heer gehören ungefähr 8.300 Soldaten an. Die Ausrüstung ist spärlich und befindet sich nach dem Bürgerkrieg noch im Aufbau.

#### Struktur
Das Heer ist wie folgt gegliedert:
- 2. Infanterie-Brigade
  - 1. Bataillon, stationiert bei Daru
  - 2. Bataillon, stationiert in Kenema

- 3. Infanterie-Brigade (ehemals Freetown Garrison), stationiert in Freetown-Murray Town und zuständig für die Western Area und den Nordwesten des Landes. Diese untergliedert sich in
  - 5. Bataillon (Freetown Defence Battalion), stationiert in Freetown-Wilberforce
  - 15. Bataillon, stationiert in Lungi
  - 11. Bataillon, stationiert in Kambia
  - sowie drei Stationen im Zuständigkeitsgebiet

- 4. Infanterie-Brigade, stationiert in Makeni und zuständig für den Norden, Nordosten und Südosten des Landes. Diese untergliedert sich in
  - 4. Bataillon, stationiert in Makeni
  - 9. Bataillon, stationiert in Kono
  - 12. Bataillon, stationiert in Kabala

- 5. Infanterie-Brigade, stationiert bei Bo und zuständig für den Süden und Südosten des Landes. Diese untergliedert sich in
  - 14. Bataillon, stationiert in Pujehun

Zu jeder Brigade gehört auch eine Militärschule, wo die Soldaten für den Kampfeinsatz ausgebildet werden.

#### Ausrüstung
| Typ             | Herkunft                        | Funktion                            | Version | Anzahl |
| --------------- | ------------------------------- | ----------------------------------- | ------- | ------ |
| Casspir         | Südafrika                       | MRAP                                |         | 3      |
| Mamba           | Südafrika                       | MRAP                                | Mk 5    | 1      |
| FFV Carl Gustaf | Schweden                        | Rückstoßfreie Panzerabwehrhandwaffe |         |        |
| Type-96         | Sowjetunion Volksrepublik China | Haubitze                            |         | 6      |

Des Weiteren verfügt das Heer über ungefähr 31 Mörser und 3 Flugabwehrwaffen.

### Seestreitkräfte

Seekriegsflagge Sierra Leones

Die Republic of Sierra Leone Navy (SLN), wurde 1981 gegründet. Sie diente mit einem Anfangsbestand von 3 Offizieren und 40 Mann, welche von technischen Einheiten des Heeres abgezogen wurden, dazu, das einzige vorhandene Patrouillenboot des Typs Tracker Mk. II zu betreiben. Nach Übernahme zweier Patrouillenboote von der Volksrepublik China im Jahr 1986 wurde der Personalbestand um weitere 14 Offiziere und 125 Unteroffiziere und Mannschaften erhöht. Die Marine hat eine Personalstärke von 200 Soldaten und betreibt zwei kleine Patrouillenboote. Ihre Hauptaufgabe besteht darin, die territoriale Integrität der Gewässer von Sierra Leone zu schützen.

### Luftstreitkräfte

Flugzeugkokarde Sierra Leones

Das Republic of Sierra Leone Air Wing, ist die kleinste drei Teilstreitkräfte und wurde de facto im Jahr 1995 aufgestellt. Die Luftstreitkräfte verfügen über fünf Hubschrauber. 2004 wurde der Bestand an Luftfahrzeugen mit zwei Kampfhubschraubern, zwei weiteren Helikopter und zwei Flugzeugen angegeben. Der Hauptstützpunkt der Luftwaffe befindet sich in den Cockerill Barracks. Ein Umzug zum Flugplatz Hastings war (Stand 2004) geplant.

#### Ausrüstung
| Luftfahrzeug                     | Herkunft             | Verwendung                     | Version   | Aktiv | Bestellt | Anmerkungen |
| -------------------------------- | -------------------- | ------------------------------ | --------- | ----- | -------- | ----------- |
| Mil Mi-24                        | Sowjetunion Russland | Kampfhubschrauber              |           | 2     |          |             |
| Mil Mi-8                         | Sowjetunion Russland | Mehrzweckhubschrauber          | Mil Mi-17 | 2     |          |             |
| Aérospatiale SA.319 Alouette III | Frankreich           | Leichter Mehrzweckhubschrauber |           | 1     |          |             |